# FK Trevizo
Trevizo je fudbalski klub iz Treviza, Italija. Klub je osnovan 1909 godine i trenutno se takmiči u Seriji B. Trevizo svoje mečeve odigrava na stadionu Stadio Omobono Tenni koji ima kapacitet od 10,001 mesta.